# Římskokatolická farnost Lažánky
Římskokatolická farnost Lažánky je územní společenství římských katolíků v tišnovském děkanství s farním kostelem Nejsvětější Trojice.

## Území farnosti
- Lažánky, farní kostel Nejsvětější Trojice
- Maršov, kaple Nanebevzetí Panny Marie
- Holasice

## Historie farnosti
Původně, od roku 1236, Lažánky patřily k hradu Veveří a duchovní správu zde vykonával farář z Veverské Bítýšky. Ve 14. století v obci začala výstavba kostela v gotickém stylu (v druhé polovině 18. století byl přestavěn ve slohu pozdně barokním ) a roku 1524 byl zasvěcen Nejsvětější Trojici. V roce 1630 byl kostel přifařen k Deblínu až do roku 1786, kdy zde došlo ke zřízení lokalie. Na faru byla lokalie povýšena roku 1857. Výraznými opravami prošel farní kostel v prvním desetiletí 21. století.

## Duchovní správci
Duchovním správcem farnosti je farář z bítýšské farnosti. Od 1. září 2002 je jím jako administrátor excurrendo P. ThLic. Marek Hlávka.

## Bohoslužby
| Kostel                  | Místo   | Bohoslužba (den) | Hodina     | Poznámka     |
| ----------------------- | ------- | ---------------- | ---------- | ------------ |
| Nejsvětější Trojice     | Lažánky | neděle čtvrtek   | 7.50 18.00 | farní kostel |
| Nanebevzetí Panny Marie | Maršov  | úterý            | 18.00      | kaple        |

## Aktivity ve farnosti
Dnem vzájemných modliteb farností za bohoslovce a bohoslovců za farnosti brněnské diecéze je 26. červen. Adorační den připadá na 14. října.
Bohoslužeb ve čtvrtek a v neděli se účastní přibližně 120–140 věřících. Ke kostelu přiléhá farní budova, která slouží k pronájmu k ubytování.
Farnost se pravidelně účastní projektu Tříkrálová sbírka, při sbírce v roce 2016 se vybralo v Lažánkách 15 904 korun a v Maršově 7 869 korun. O rok později činil výtěžek sbírky v Lažánkách 18 325 korun, v Maršově 11 064 korun.
Každým rokem se konají farní poutní zájezdy. farnící se také zapojují do dlouhodobé rekonstrukce střechy kostela a dalších vnitřních i vnějších oprav kostela a farní budovy.
Farnosti Veverká Bítýška a Lažánky vydávají dvakrát ročně společný časopis Farník.